# Eurythemyia dissitus
Eurythemyia dissitus là một loài ruồi trong họ Tachinidae.